# Базилика Святого Эгидия
 Национальный памятник культуры Словацской Республики (регистрационный номер 1679/0 от  1970 года)
Базилика Святого Эгидия (словац. Bazilika svätého Egídia) — католический приходской храм в преимущественно неоготическом стиле, заложенный в начале XIII века при основании цистерцианского монастыря в Бардеёве (Прешовский край, Словакия). Находится в северной части Ратушной площади города Бардеёва. С 1970 года входит в список национальных памятников культуры Словакии. 23 ноября 2000 года папа римский Иоанн Павел II присвоил храму титул малой базилики. 2 декабря того же года базилика Святого Эгидия как составная часть объекта «Исторический центр города Бардеёв» вошла в состав Всемирного наследия ЮНЕСКО.

## История

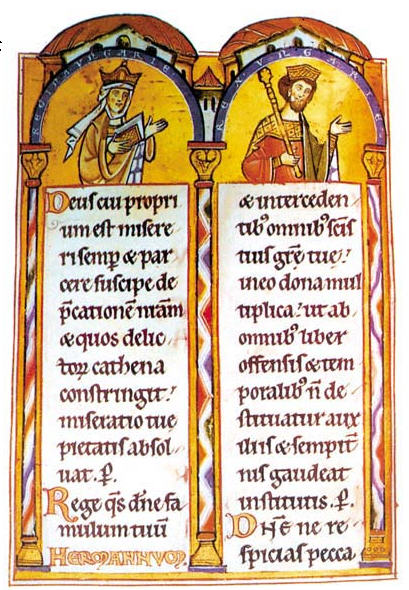
Основатель Бардеёвского монастыря король Андраш II и королева Гертруда Меранская, манускрипт XIII века

Монастырский костёл Святого Эгидия был заложен монахами ордена цистерцианцев при строительстве монастыря в Бардеёве на рубеже XII—XIII веков. По другим данным, цистерцианский монастырь в Бардеёве был основан по инициативе короля Венгрии Андраша II (1205—1235) в начале XIII века. При этом достоверно неизвестны ни год, ни точное место строительства этого монастыря, однако его существование отчасти подтверждается местными топонимами Бардеёва, такими как «Монашеский ручей» (словац. Mníchovský potok), «Монастырские луга» (словац. Kláštorné lúky) и городская часть «За раем» (словац. Za rajom).
Базилика является, таким образом, вторым старейшим храмом архидиоцеза Кошице. Первое письменное свидетельство о существовании храма Святого Эгидия относится к 1247 году, когда венгерский король Бела IV в своей хартии, закрепившей за немецкими переселенцами из Прешова земельные владения цистерцианского монастыря в Бардеёве, упомянул о костёле как о части этого монастыря (в грамоте говорилось о «fratres de Copryvnicza Cisterciensis ordinis apud Ecclesiam Sancti Egidii de Bardfa» — братьях ордена цистерцианцев из Копшивницы при храме Святого Эгидия в Бардеёве). Территория Бардеёвского монастыря и его владений названа в этом документе «Terra Bardfa». Известно, что в 1269 году монахов-цистерцианцев в силу политических причин в Бардеёве уже не было, а о дальнейшей судьбе их монастыря и костёла документальные свидетельства отсутствуют. Terra Bardfa преобразовалась в селение Бардеёв.
Строительство нынешнего храма базиликального типа было начато вероятнее всего уже в XIV веке. В начале XIV века король Венгрии Шаробер (1312—1342) даровал селение Бардеёв, к тому времени уже довольно разросшееся, своему приближённому рыцарю Лаврентию («Laurentius Filius Laurentii») в наследственное владение. В 1320 году король Шаробер своей хартией освободил немецких поселенцев из Силезии от уплаты налогов и даровал им другие привилегии. В этом документе, помимо прочего, упоминается о том, что община Бардеёв («Civitas Bardpha») имеет своего рихтаржа и приходского священника, которому жители обязаны были платить половину десятины, а также собственный костёл. Исследователи полагают, что в хартии говорится именно о костёле Святого Эгидия. Кроме того, это свидетельствует о существовании местного прихода. Следующий венгерский король Лайош I Великий в 1352 году своей хартией пожаловал Бардеёву право проводить городскую восьмидневную ярмарку, начиная с 1 сентября каждого года — дня почитания Святого Эгидия, покровителя городского костёла и самого города. Предоставление Бардеёву статуса и привилегий вольного королевского города королём Лайошем I в 1376 году исследователи также связывают с существованием в нём католического прихода и приходского храма.
Современный вид базилика начала приобретать во 2-й половине XV века при короле Матьяше Хуньяди. Храм в форме трёхнефной базилики с простыми аркадами упоминается уже под 1427 годом. В 1448—1454 годах под руководством бардеёвского каменщика Микулаша Лапициды были достроены пресвитерий и ризница, а также храмовая капелла над ней. Строительство храма было полностью окончено в 1464 году. Поскольку при строительстве было нарушено равновесие храма, вскоре обрушился свод костёла, после чего была осуществлена новая реконструкция, в ходе которой был надстроен средний неф. В 1482—1486 годах бардеёвский мастер Урбан пристроил с южной стороны храма капеллу Девы Марии, капеллу над главным входом и капеллу Святого Андрея. Капелла Девы Марии была возведена в 1483 году на средства вдовы бардеёвского купца Петра Магера, Вероники, пожертвовавшей храму 3000 флоринов, поэтому её иногда называют капеллой Вероники Магеровой. В 1486—1487 годах мастер Ян Стемасек из Ансбаха выстроил верхние этажи храмовой башни и украсил их каменной облицовкой. Спустя 10 лет было окончено строительство пирамидальной крыши башни, которая была увенчана золотой сферой и крестом.
В 1525 году Бардеёв примкнул к Реформации. В 1527 году был смещён с должности и изгнан из города местный католический приходской пастор Криштоф (также как затем были изгнаны из Бардеёва и монахи ордена августинцев) и с тех пор храм Святого Эгидия служил для духовных нужд в основном немецкого населения города, бывшего главным проводником идей Реформации. В этот период с южной стороны костёла существовало кладбище, окружённое каменной оградой. В 1557 году в Бардеёве прошёл церковный съезд пяти восточнословацких городов, целью которого было «устранение традиционных суеверий церкви», к которым относился, в частности, обряд освящения воды. Сторонники криптокальвинизма предприняли попытки лишить храм его великолепного внутреннего убранства (убрать алтари, образы и скульптуры), что удалось предотвратить только благодаря усилиям более умеренно настроенных протестантов, в частности, стараниями лютеранского гуманиста и реформатора Леонарда Стоцкеля и членов городского совета Бардеёва. Интерьер храма был сохранён, но за умеренной бардеёвской церковью в радикальной протестантской среде закрепились определения «еретической» и «защитницы идолов». Храм был рекатолизирован в 1671 году.
В Новое время храм неоднократно ремонтировался. В 1517 и 1519 годах был отремонтирован свод и реконструированы опорные столбы, в 1550—1551 годах осуществлён ремонт башни. В том же веке итальянские мастера братья Лудовико и Бернардо Пело из Лугано объединили кровли южных храмовых капелл, создав ренессансный южный притвор костёла. В 1651—1655 годах старый алтарь в готическом стиле был заменён новым раннебарочным. Также в 1655 году готические двери храма заменили на барочные. В 1640 году храм сильно пострадал от пожара, в результате чего было нарушено равновесие храмовой башни. По этой причине в 1669 году напротив южной стороны храма возвели колокольню, на которую переместили башенные колокола. Это однако не спасло башню — в результате землетрясения 29 января 1725 года и последовавшей за ним сильной бури она окончательно рухнула. Храм оставался без башни вплоть до последней трети XIX века.
Во время восстания Ференца Ракоци Бардеёв в 1705 году был занят повстанцами и приходской костёл Святого Эгидия вновь стал протестантским. Это продолжалось до 1710 года, когда город был занят императорскими войсками и храм был вновь рекатолизирован.
Сильный пожар, случившийся в городе 22 апреля 1878 года, разрушил кровлю костёла и повредил его своды, интерьер храма при этом не пострадал. В 1879—1899 годах храм был реконструирован в неоготическом стиле по проекту венгерского архитектора Имре Штейндля и под контролем архитектора Фридьеша Шулека. В ходе реконструкции была вновь возведена храмовая башня, упразднены колокольня XVII века и ограждения с южной стороны, восстановлена крыша над капеллами и главным нефом. За храмом Святого Эгидия был разбит парк. В следующий раз крыша храма была перекрыта в ходе ремонтных работ в 1963—1964 годах. В 90-х годах XX века прошли работы по реставрации внешней каменной облицовки храма и башни.
В 1970 году храм был включен в список национальных памятников культуры Словакии. Римский папа Иоанн Павел II, пойдя на встречу ходатайству архиепископа Кошицкого Алойза Ткача, своим апостольским бреве 23 ноября 2000 года наделил костёл Святого Эгидия в Бардеёве титулом малой базилики.
В настоящее время, помимо исполнения своей основной духовной функции приходского храма, базилика Святого Эгидия служит местом проведения различных культурных мероприятий, таких как, например, фестивали органной музыки.
|                                                   |  |                                                                         |  |                       |  |                |
| Статуя Святого Эгидия над южным входом в базилику |  | Базилика Святого Эгидия и городская ратуша на Ратушной площади Бардеёва |  | Южный вход в базилику |  | Башня базилики |

## Описание
Храм Святого Эгидия представляет собой трёхнефную базилику в готическом стиле с полигональным пресвитерием, ризницей, двумя капеллами и башней, пристроенной с западной стороны. Длина базилики составляет 50 метров, ширина — 31. Высота центрального нефа составляет 24 метра. Шестиэтажная башня базилики, высотой 76 метров, является одной из высочайших храмовых башен Словакии. На четвёртом этаже башни находится колокольня, а на шестом устроена смотровая площадка. Два колокола — «Ян» и «Урбан» — были заменены на новые в 1995 году, третий — «Сигнум» — был изготовлен в 1625 году. Старые колокола «Ян» и «Урбан» (изготовлен в 1584 году) стоят на мостовой перед базиликой. Вместимость базилики составляет порядка 3000 человек при 500 посадочных местах.
До настоящего времени сохранились лишь фрагменты фресок на южных стенах первого этажа храмовой башни, изображающие трёх королей Венгрии, а также Святого Кристофера. Эти фрески были созданы в 1521 году мастером Яном Краузом. До наших дней дошла и бронзовая купель 1-й половины XV века, к которой в XVII веке была добавлена крышка из листовой меди с начертанными на ней библейскими цитатами, и боковые алтари XV и XVI веков.
В отдельном помещении над ризницей рядом с капеллой Святой Екатерины находилось храмовое книгохранилище — старейшая библиотека в Бардеёве, которая первой в Венгерском королевстве была около 1540 года преобразована в общественную городскую библиотеку. С 1915 года собрание книг костёла Святого Эгидия хранится в Венгерском национальном музее в Будапеште.
|                                       |  |                                |  |                   |  |                         |
| Бронзовая купель 1-й половины XV века |  | Старые колокола «Ян» и «Урбан» |  | Интерьер базилики |  | Главный алтарь базилики |